# جاكي ألين (مغنية)
جاكي ألين (بالإنجليزية: Jackie Allen)‏ هي مغنية أمريكية، ولدت في 19 فبراير 1959 في ميلواكي في الولايات المتحدة.

## وصلات خارجية
- جاكي ألين على موقع ميوزك برينز (الإنجليزية)
- جاكي ألين على موقع أول ميوزيك (الإنجليزية)
- جاكي ألين على موقع ديسكوغز (الإنجليزية)